# Frank Edmondson

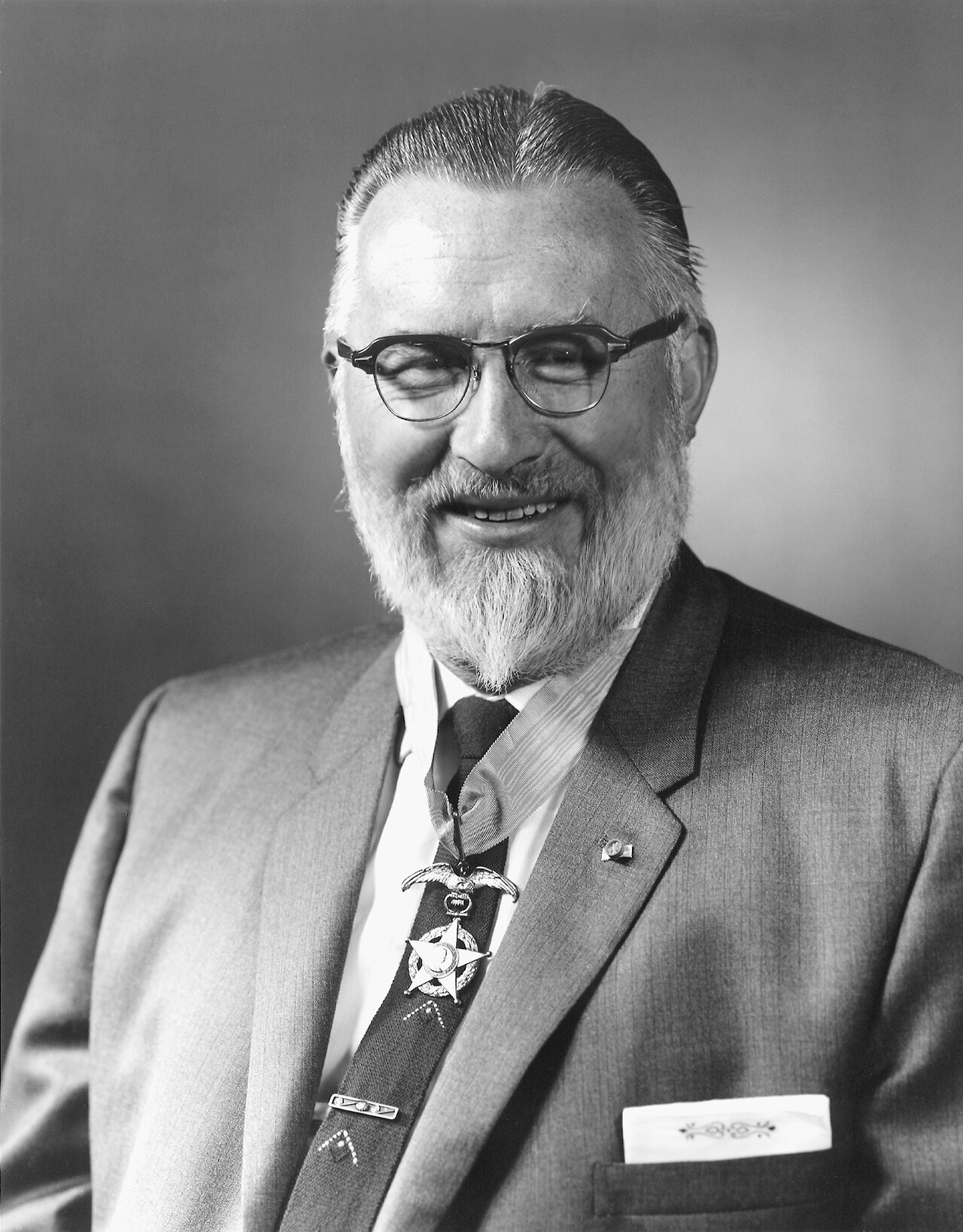

Frank Kelley Edmondson (Milwaukee, Wisconsin, 1º agosto 1912 – Bloomington, Indiana, 8 dicembre 2008) è stato un astronomo statunitense.

## Vita professionale
Edmondson nacque a Milwaukee, in Wisconsin, e crebbe a Seymour, in Indiana. Si laureò all'Università dell'Indiana nel 1933 e ricevette una borsa di studio per poter lavorare all'Osservatorio Lowell di Flagstaff, in Arizona, dove rimase fino al 1935, lavorando come assistente di Clyde Tombaugh, lo scopritore di Plutone. Dopo aver preso il dottorato nel 1937 ad Harvard, sotto la direzione di Bart Bok, Edmondson tornò all'Università dell'Indiana, presso il dipartimento di astronomia, del quale fu presidente dal 1944 al 1978.
Uno dei primi risultati di Edmondson fu la creazione dell'Indiana Asteroid Program, un programma fotografico per localizzare gli asteroidi che erano stati "persi" a causa dell'interruzione delle osservazioni sistematiche durante la seconda guerra mondiale. Negoziò anche la donazione del Goethe Link Observatory, osservatorio privato costruito a Brooklyn. Circa 7000 lastre fotografiche per lo studio delle orbite degli asteroidi sono state ottenute con la macchina astrofotografica dal 10 pollici dell'osservatorio, e sono oggi conservate presso l'Osservatorio Lowell.
Oltre a perseguire studi di cinematica stellare, struttura galattica, astrometria degli asteroidi e storia dell'astronomia, Edmondson è stato direttore del Programma di Astronomia della National Science Foundation (1956-1957), tesoriere dell'American Astronomical Society (1954-1975) e consulente statistico di Alfred Kinsey per i suoi studi sulla sessualità umana. Ha inoltre collaborato allo sviluppo e alla scelta del sito per il National Optical Astronomy Observatory. È stato determinante per la creazione dell'Association of Universities for Research in Astronomy (AURA), un consorzio di 38 istituzioni astronomiche statunitensi e 7 affiliati esteri che gestisce lo Space Telescope Science Institute, il quale dirige il telescopio spaziale Hubble. Fu presidente dell'AURA dal 1962 al 1965. Fu membro della commissione per i corpi minori dell'Unione Astronomica Internazionale, della quale divenne anche presidente dal 1970 al 1973. Presiedette anche il comitato nazionale degli Stati Uniti della UAI dal 1963 al 1964.
Si ritirò dall'Università dell'Indiana nel 1983, dedicandosi a redigerne la storia del dipartimento di astronomia. Gli è stato dedicato un asteroide, 1761 Edmondson.

## Vita privata
Nel 1934 Edmondson sposò Emma Margaret Russell (1914-1999), la figlia più giovane dell'astronomo Henry Norris Russell. Ebbero due figli: Margaret Edmondson Olson, moglie dell'astronomo Edward Olson, e Frank Edmondson Jr.

## Opere
- AURA and its US National Observatories, Cambridge University Press, 1997, ISBN 0-521-55345-8.